# Sally Rand

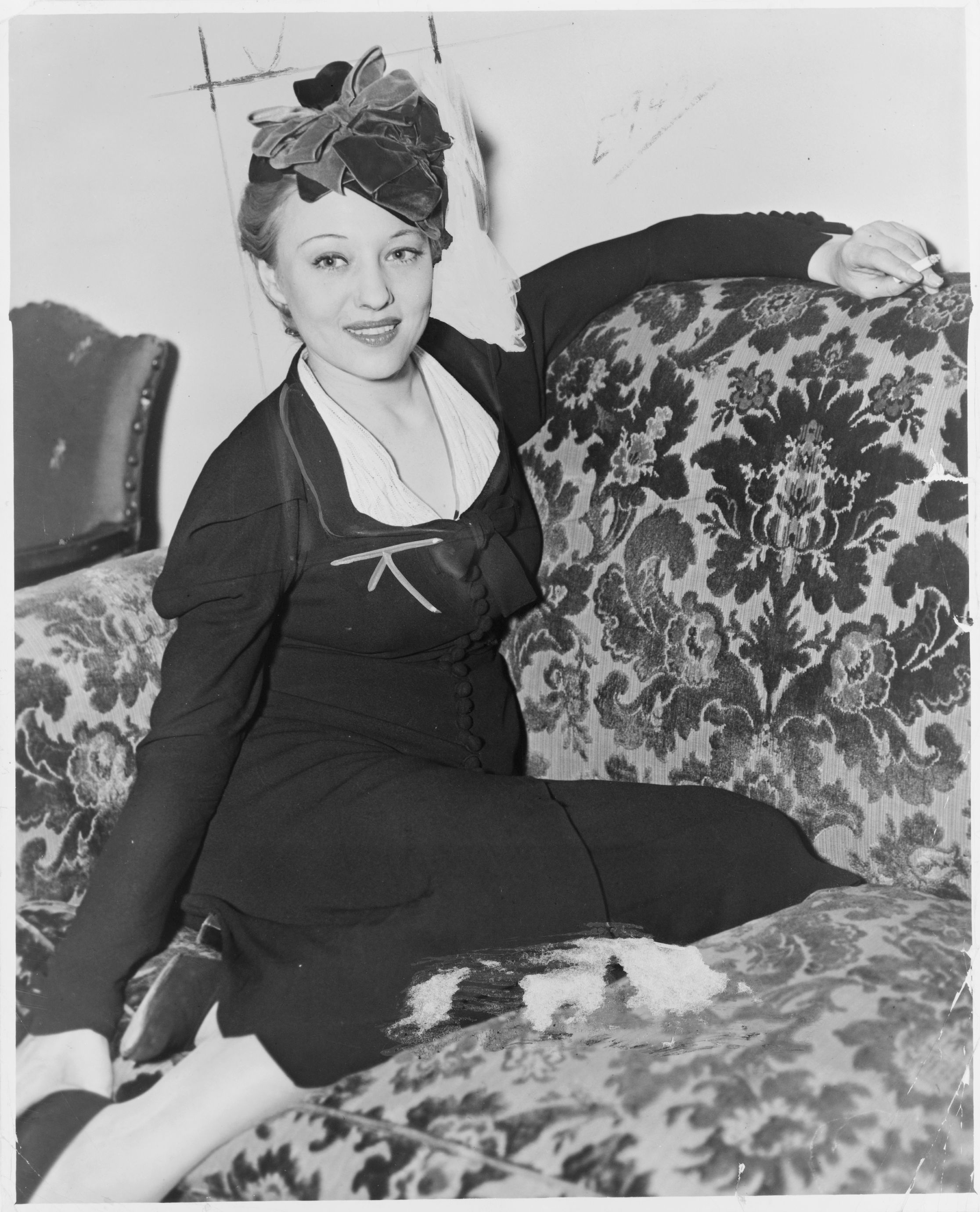
Sally Rand (1937)

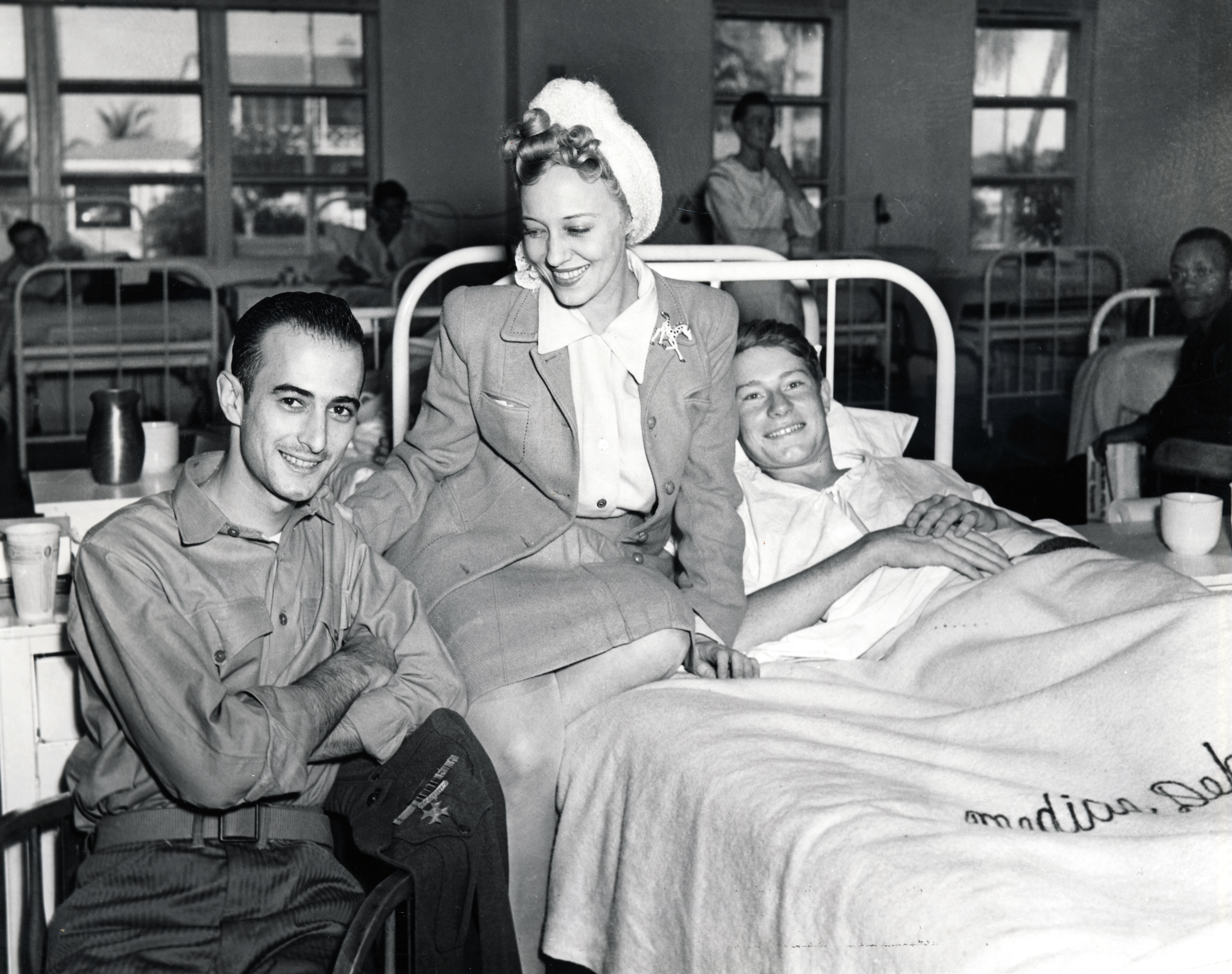
Sally Rand bei einem Truppenbesuch im Key West Naval Hospital

Sally Rand (* 3. April 1904 in Elkton, Missouri als Helen Gould Beck; † 31. August 1979 in Glendora, Kalifornien) war eine US-amerikanische Burlesque-Tänzerin und Schauspielerin.

## Leben
Helen Gould Beck wurde 1904 im gemeindefreien Gebiet Elkton in Missouri geboren. Ihr Vater William Beck war ein pensionierter Colonel und ehemaliger Absolvent der United States Military Academy, ihre Mutter Nettie eine Schullehrerin mit einer Teilzeitbeschäftigung als Reporterin. Im Grundschulalter zog Helen mit ihrer Familie nach Jackson County.
Im Alter von dreizehn Jahren absolvierte Helen Gould Beck ihre ersten Bühnenauftritte am Empress Theater in Kansas City. Nach einem Auftritt in einem Nachtclub in Kansas City wurde sie von einem Kritiker des Kansas City Journal entdeckt und in seinen Artikeln lobend erwähnt. Beck nahm Ballett- und Schauspielunterricht, ehe sie eine Karriere als Schauspielerin in Hollywood beschloss. Um ihre Reise an die Westküste zu finanzieren, trat Beck eine Stelle als Akrobatin im Ringling Brothers Circus an. Zudem war sie in mehreren reisenden Theatergruppen tätig, darunter in Begleitung des damals noch unbekannten Humphrey Bogart im Theaterstück Rain.
1925 gelang Helen Gould Beck mit ersten kleinen Rollen in Stummfilmen der Durchbruch als Schauspielerin in Hollywood. Kurz darauf erhielt sie ihren Künstlernamen Sally Rand, den sich der Regisseur Cecil B. DeMille in Anlehnung an den Verlag Rand McNally erdacht hatte. 1927 wurde sie zu einer von dreizehn sogenannten WAMPAS Baby Stars gewählt, denen man eine große Filmkarriere voraussagte. Im selben Jahr erhielt Rand eine Statistenrolle im Monumentalfilm König der Könige von Cecil B. DeMille. 1928 war sie als Exotin in Blaue Jungs – blonde Mädchen zu sehen.
Nach der Einführung des Tonfilms begann Sally Rand eine Laufbahn als Burlesque-Tänzerin im Paramount Club in Chicago. Ein Markenzeichen Rands wurde ihr Fächertanz mit einem oder zwei überdimensionalen Fächern, bei dem sie teilweise nur spärlich bekleidet war. Große Aufmerksamkeit als Tänzerin erlangte sie 1933 und 1934 bei ihren Auftritten auf der Weltausstellung A Century of Progress in Chicago. Hierbei wurde Rand viermal wegen ihrer Freizügigkeit verhaftet, unter anderem als sie nur mit einem von Max Factor angefertigten Bodypainting „bekleidet“ war oder als Lady Godiva mit einem Pferd durch Chicago ritt. Rand trat jedoch weiterhin auch vereinzelt als Schauspielerin und Tänzerin in Filmen auf, zum Beispiel 1934 in einer Hauptrolle im Musikfilm Bolero.
1936 wurde Sally Rand Besitzerin der The Music Box Burlesque Hall in San Francisco, die später den Namen Great American Music Hall erhielt. 1939 und 1940 hatte sie auf der Golden Gate International Exposition in San Francisco eine eigene Bühnenshow mit dem Titel Sally Rand's Nude Ranch.
Im Jahr 1946 wurde Rand bei einem Auftritt im Club Savoy in San Francisco erneut wegen ihrer freizügigen Darbietungen festgenommen, später jedoch vom Gericht freigesprochen. In den 1950er-Jahren trat sie als Gast in mehreren Fernsehsendungen auf, darunter in der Rateshow To Tell the Truth (in Deutschland unter dem Titel Sag die Wahrheit ausgestrahlt).
Sally Rand blieb noch bis ins hohe Alter als Tänzerin aktiv. So trat sie unter anderem Anfang der 1970er-Jahre im Mitchell Brothers Club in San Francisco sowie 1972 im Madison Square Garden auf. Ihre gesamte Schaffenszeit umfasst mehr als 50 Jahre.
Am 31. August 1979 starb Sally Rand mit 75 Jahren im Foothill Presbyterian Hospital im kalifornischen Glendora an Herzversagen. Da sie in ihren letzten Lebensjahren hoch verschuldet war, wurde ihre Beerdigung vom Musiker Sammy Davis, Jr. bezahlt. Ihr Grab befindet sich auf dem Oakdale Memorial Park in Glendora.
Sally Rand war insgesamt viermal verheiratet und wurde Mutter eines Sohnes.

## Sonstiges
Sally Rand war einer der karikierten Prominenten in Tex Averys animierten Kurzfilm Hollywood Steps Out von 1941, in dem ihre Auftritte als Burlesque-Tänzerin parodiert wurden.
1979 wird Sally Rand als Tänzerin in Tom Wolfes Roman Die Helden der Nation erwähnt. In der Filmversion aus dem Jahr 1983 mit dem deutschen Titel Der Stoff, aus dem die Helden sind wird ihre Rolle von Peggy Davis dargestellt. Sie findet zudem Erwähnung in der Nathan-Heller-Buchreihe des Autors Max Allan Collins und war Vorbild für mehrere Charaktere in den Romanen von Robert A. Heinlein.
Im Juni 2004 fanden im Town Hall in New York City Feierlichkeiten anlässlich Sally Rands 100. Geburtstags statt. Zu den Gästen gehörten unter anderem die Tänzer Bebe Neuwirth und Marge Champion.

## Filmografie (Auswahl)
- 1925: Fifth Avenue Models
- 1925: The Dressmaker from Paris
- 1925: The Road to Yesterday
- 1925: Braveheart
- 1926: Bedrohte Grenzen (The Last Frontier)
- 1926: Gigolo
- 1927: Man Bait
- 1927: Die Nacht der Liebe (The Night of Love)
- 1927: Getting Gertie's Garter
- 1927: Rivalen des Ozeans (The Yankee Clipper)
- 1927: König der Könige (The King of Kings)
- 1927: His Dog
- 1927: The Fighting Eagle
- 1928: Blaue Jungs – blonde Mädchen (A Girl in Every Port)
- 1932: Im Zeichen des Kreuzes (The Sign of the Cross)
- 1934: Bolero
- 1938: Sunset Murder Case